# Grant kékcsőrű pinty
A Grant kékcsőrű pinty  (Spermophaga poliogenys) a madarak osztályának a verébalakúak (Passeriformes) rendjébe, ezen belül a díszpintyfélék (Estrildidae) családjába tartozó  faj.
Nevét Claude Henry Baxter Grant brit ornitológusról kapta, de ez forrással nincs erősítve, lehet, hogy az angol név tükörfordítása (Grant's Bluebill).

## Előfordulása
Afrikában, a Kongói Köztársaság, a Kongói Demokratikus Köztársaság és Uganda területén honos. A természetes élőhelye szubtrópusi és trópusi síkvidéki esőerdők,

## Megjelenése
Testhossza 13-15 centiméter, testtömege 20-25 gramm. A hím a kékcsőrű pintyhez hasonló, de a felső farkfedők vörösek, és a fej nagyobb részére, valamint a homlokra is kiterjed a vörös szín. A szem barna, halványkék gyűrűvel. Az acélkék csőr hegye és éle vörös. A tojón kevesebb a piros szín, és a feke területeken fehér foltok vannak. Az arc és a fejoldalak palaszürkék.